# Ева Нединковска
Ева Нединковска (на македонска литературна норма: Ева Нединковска) е поп и R&B певица от Северна Македония.

## Животопис
Родена е на 26 август 1983 година в Охрид, тогава във Федеративна Югославия. Певческата кариера на Ева Нединковска започва през 2003 година с песента „Дали денот ке е рай“. Има участия на редица музикални фестивали, сред които Охрид фест в родния и град. В подготовката на песните и участва приятелят и музикант Гаро Тавитиян.
През 2006 година Ева Нединковска участва в надпреварата за представител на Северна Македония на певческия фестивал Евровизия. Спечелва 631 гласа, които и отреждат 11-о място. Песента ѝ „Таан и мед“, написана от Калиопи, е в ориенталски стил с добра хореография.

## Дискография

### Албуми
- „Талисман“

### Сингли
- „Дали денот ке е рай“
- „Твоя фантазия“
- „Ирония“
- „Блеф“
- „Слатка треска“
- „За любов сътворени“
- „Таан и мед“
- „Енигма“
- „Од утре или задутре“